# Bandipur (Nepal)

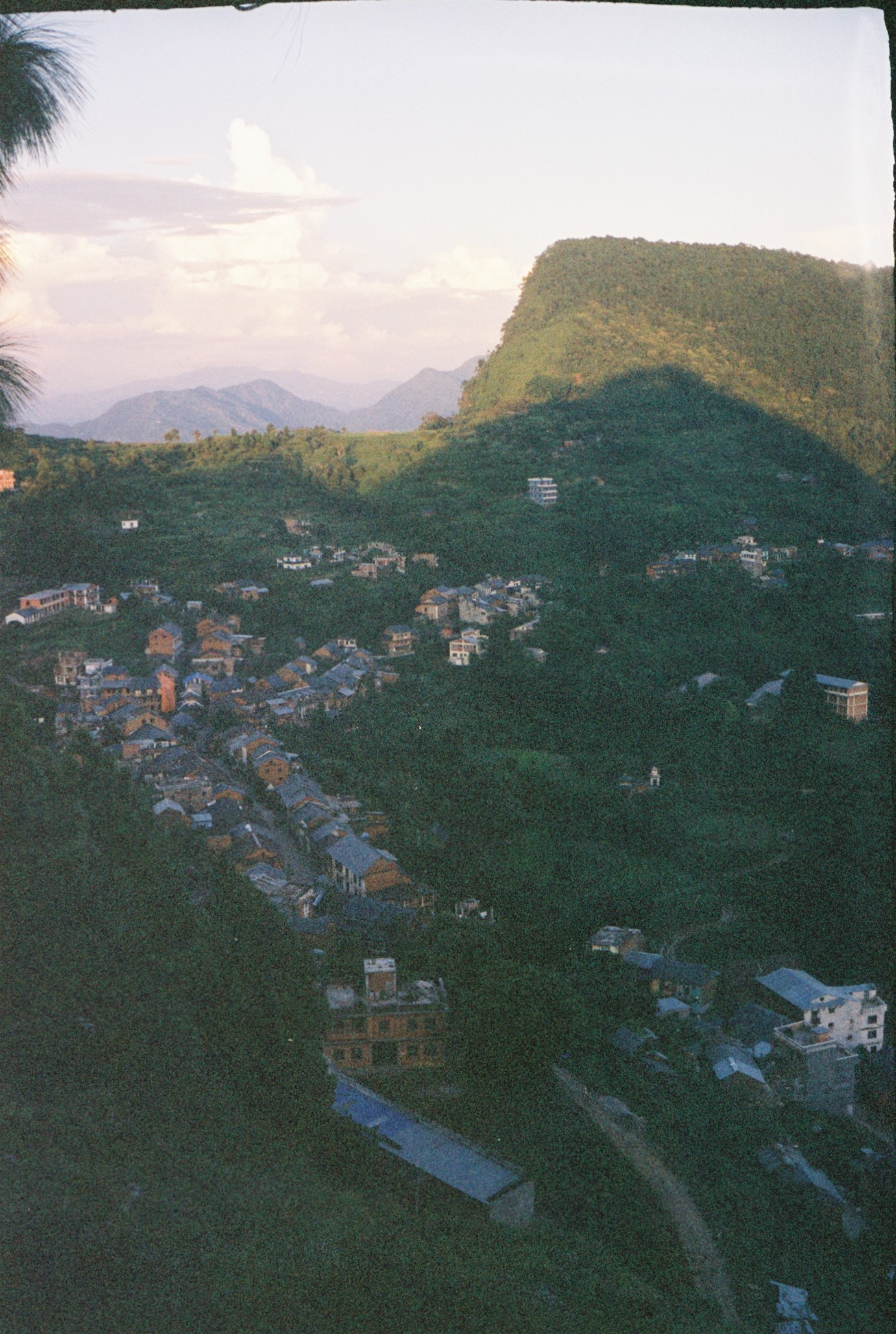
Bandipur

Bandipur (Nepali बन्दीपुर Bandīpur) ist ein Bergstädtchen im Distrikt Tanahu in Zentral-Nepal.
Bandipur wurde 2014 mit einigen benachbarten Dörfern (dem ehemaligen VDC Dharampani) zu einer Stadt (Munizipalität / Nagarpalika) zusammengefasst. 
Der autofreie Ort liegt auf einem schmalen etwa 200 m langen Sattel auf gut 1000 m Höhe zwischen zwei ca. 1300 m hohen Berggipfeln im Mahabharat-Gebirge. Die Nordflanke des Sattels fällt in das etwa 700 m tiefer liegende Marsyangdital hinab mit der Durchgangsstraße von Kathmandu (143 km östlich) nach Pokhara (80 km westlich) und dem Ort Dumre. Der Sattel ist gerade breit genug für die Hauptstraße und die beidseitigen 2- bis 3-geschossigen Holz- und Lehmhäuser in geschlossener Bauweise. Die rückseitigen Gärten zu beiden Seiten gehen steil in die Täler hinunter und sind nur über Treppen zugänglich. Ein wenig erinnert die Lage an Machu Picchu. 

## Einwohner
Bei der Volkszählung 2011 hatten die VDCs, aus welchen die Stadt Bandipur entstand, 15.591 Einwohner (davon 7068 männlich) in 3780 Haushalten.

## Geschichte
Bandipur, ursprünglich ein Magar-Dorf, wurde im 19. Jahrhundert von Newari aus Bhaktapur im Kathmandutal zur Blüte gebracht. Die geschlossene Bauweise mit 2–3 Geschossen verlieh dem Ort einen kleinstädtischen Charakter, den er bis heute behalten hat. Die Newari siedelten sich hier auf am Kreuzungspunkt der alten Handelswege von Indien nach Tibet und von Kathmandu nach Jumla an, nachdem Prithvi Narayan Shah das Land geeinigt hatte und den Handel fördern wollte.
Die Architektur dieses Händlervolkes hat sich weitgehend, wenn auch vielfach renovierungsbedürftig, erhalten. Die Blüte des Ortes hielt bis zum Bau der Straße im Tal in den späten 1960er Jahren an. Mit Fertigstellung der Straße versiegte der Handel fast schlagartig. Viele Bewohner zogen hinunter ins Tal nach Dumre oder sogar in den Terai. Der einstige Wohlstand ist nur noch an den Handelshäusern und auch an der beschädigten Hauptstraße zu erkennen.
Bis 1998 bestand lediglich eine unbefestigte Straße von Dumre nach Bandipur, die jedoch im Monsun kaum und nur von Traktoren oder geländegängigen Fahrzeugen befahrbar war. Erst 1998 wurde die 8 km lange Strecke für Kraftfahrzeuge ausgebaut und befestigt und damit ganzjährig befahrbar, aber Erdrutsche können den Ort nach wie vor von der Außenwelt abschneiden.
Eine Besonderheit Bandipurs war, dass die Straßen des Ortes ursprünglich mit bis 1/4 m² großen silbrigen Schieferplatten gepflastert waren. Unter der Last der zuvor genannten Traktoren wurden die Flächen, die den Fahrzeugen zugänglich waren, zertrümmert, und der Belag ist nur noch an den Randbereichen zu erkennen.
In dem ruhigen Ort ging es in den 1960er und 1970er Jahren dreimal turbulent zu. Da war zunächst der Kampf um die Führung der Überlandstraße von Kathmandu nach Pokhara, die aus technischen Gründen verständlicherweise ins Tal gelegt wurde, diesen wichtigen Ort aber praktisch von der Außenwelt abschnitt.
In den 1970er Jahren, als die ersten Demonstrationen für Demokratie in Nepal stattfanden, wurde die kleine Garnison im Ort gestürmt, wobei es etliche Tote gab und die Soldaten daraufhin flohen. Diese Garnison besteht noch, ein Relikt aus den Zeiten als Handelszentrum.
Mit den ersten Demokratieansätzen wurde das Land in neue Verwaltungsbezirke eingeteilt. Aufgrund seiner ungünstigen Lage wurde die bestehende Kreisverwaltung in einen zentraleren Ort gelegt. Wieder demonstrierten die Bürger und setzten die Verwaltung fest. Sie musste dann bei Nacht und Nebel heimlich abziehen. Es hatte so viel Tumult gegeben, dass sogar der König im Hubschrauber einflog.
Es gibt weitere Relikte aus besseren Zeiten, zum Beispiel die Bedeutung Bandipurs als Schulstandort für die Ortschaften im größeren Umkreis. Höchst ungewöhnlich für einen Ort dieser Größe und Lage ist eine kleine Bücherei, deren Gebäude, mittig auf einem Ende der Hauptstraße, im Jahre 2000 restauriert wurde. Ebenso ungewöhnlich ist der Tundikhel, ein etwa fußballfeldgroßer, ebener Platz auf einem Bergvorsprung, der steil zum Marsyangdital abfällt. Dieser Platz diente und dient dem Exerzieren, Veranstaltungen und Sport, auch mal als Hubschrauberlandeplatz. Häufig halten sich auf dem Platz Affen auf, die sich aus dem umgebenden Urwald wagen. Aufgrund seiner interessanten Geschichte und guten Aussichtslage, gibt es Ansätze, den Tourismus anzukurbeln. Neben einigen kleinen Pensionen hat sich am nördlichen Ende des Tundikhels, etwa 1 km von Bandipur, ein kleines Resort (Hotel) angesiedelt.

## Bevölkerung
Bandipur war ursprünglich ein Magar-Dorf. Heute leben in diesem Ort eine ganze Reihe unterschiedlicher Ethnien: Bahun, Chhetri, Newari, Damai, Kami, Sarki, Kasai, Magar und Gurung.

## Wirtschaft und Tourismus
Das Geschäftsleben bzw. der Handel hat sich nach dem Bau der Straße im Tal nach Dumre oder in den Terai verlegt. Einige Bewohner vermieten ihre Häuser als Boarding Houses für die Schüler, denen der tägliche Heimweg in die umliegenden Dörfer zu lang ist. In jüngerer Zeit versuchen sich einige im Anbau von Orangen, für die das Klima in Bandipur gedeihlich ist. Eine Stunde Fußmarsch westlich befindet sich eine Seidenraupenfarm. Viele Magar und Gurung dienen als Gurkha-Soldaten.
Die Lage Bandipurs in mittlerer Höhe mit dem Ausblick auf Dhaulagiri, Annapurna, Manaslu, Ganesh, Langtang Himal, dem Marsyangdital, dem Manakamana-Berg und Gorkha mit dem hoch thronenden Palast bieten geeignete Voraussetzungen für einen bescheidenen Tourismus. Die Abgeschiedenheit des Ortes hat sich als Rettung für die Newari-Architektur erwiesen, die sonst mit Sicherheit modernen Bauweisen zum Opfer gefallen wäre.
Zur rechten Zeit können Besucher Zeuge von Newar- oder Magar-Festen werden, die mehrere Male im Jahr bislang nur für eigene Zwecke stattfinden.

## Sehenswürdigkeiten
Interessante Baulichkeiten sind der Bindyabashini-Tempel und die Bibliothek in der Ortsmitte, Thani Mai und Tindhara („Drei Wasserhähne“-Waschplatz an den südöstlichen Ausläufern Bandipurs). Ausflugsziele sind der Raniban („Wald der Königin“) sowie die größte Kalksteinhöhle Nepals, die Siddha-Höhle. Auf der Anhöhe am westlichen Ende des Sattels befindet sich ein kleiner Schrein, Mukundeswari. Von hier bietet sich ein guter Ausblick auf Bandipur selbst.

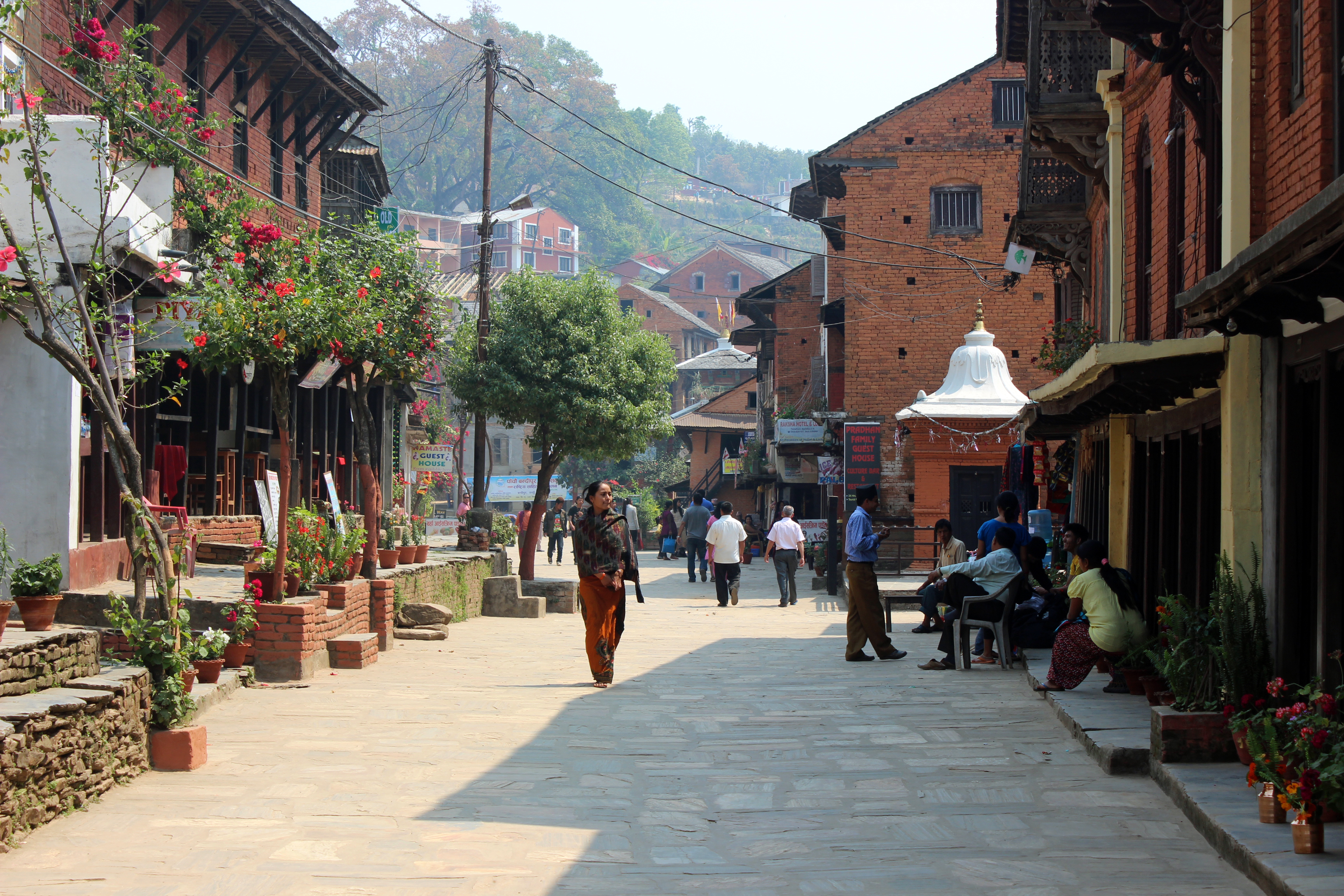
Hauptstraße (Balabazar)
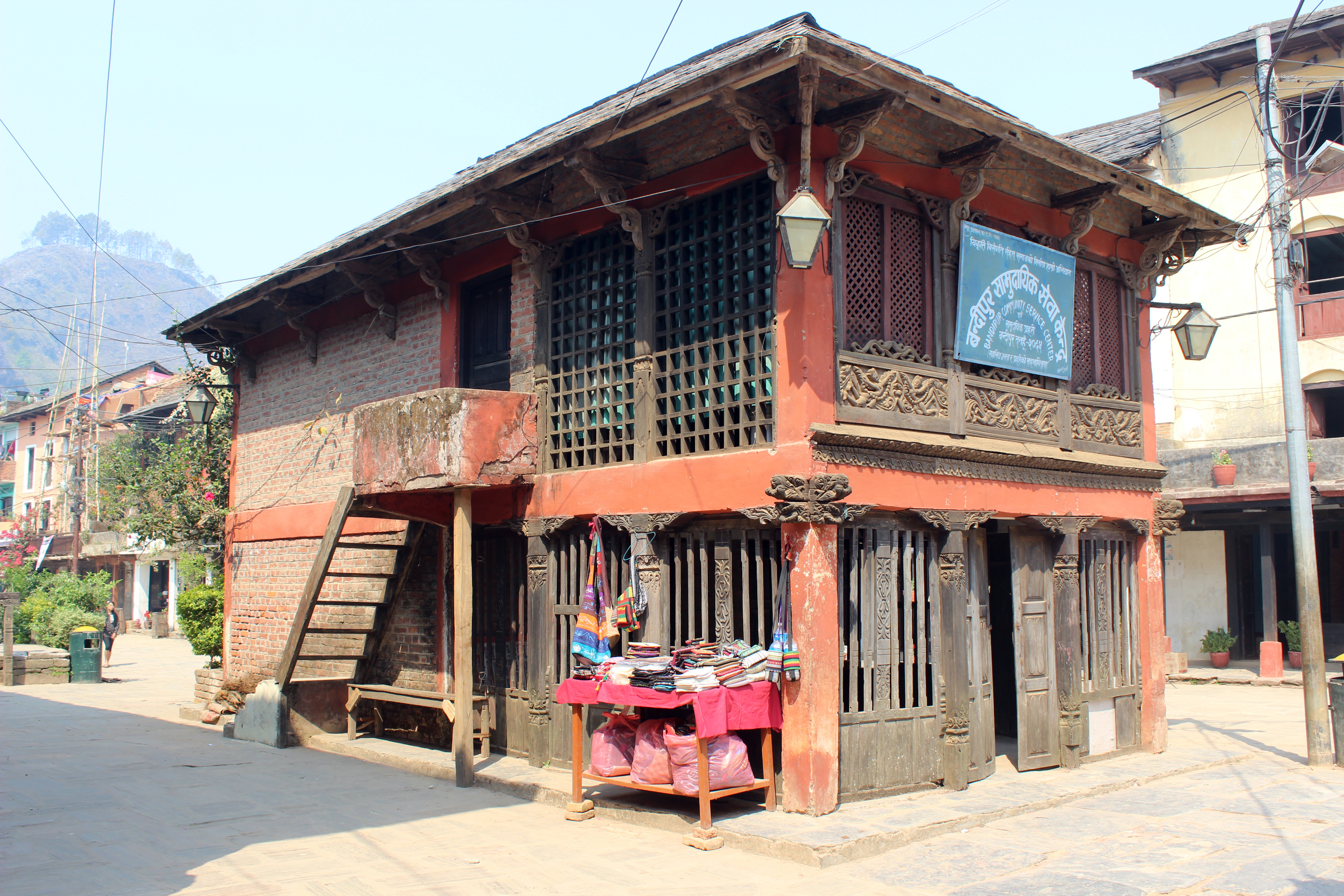
Bücherei an der Balabazar
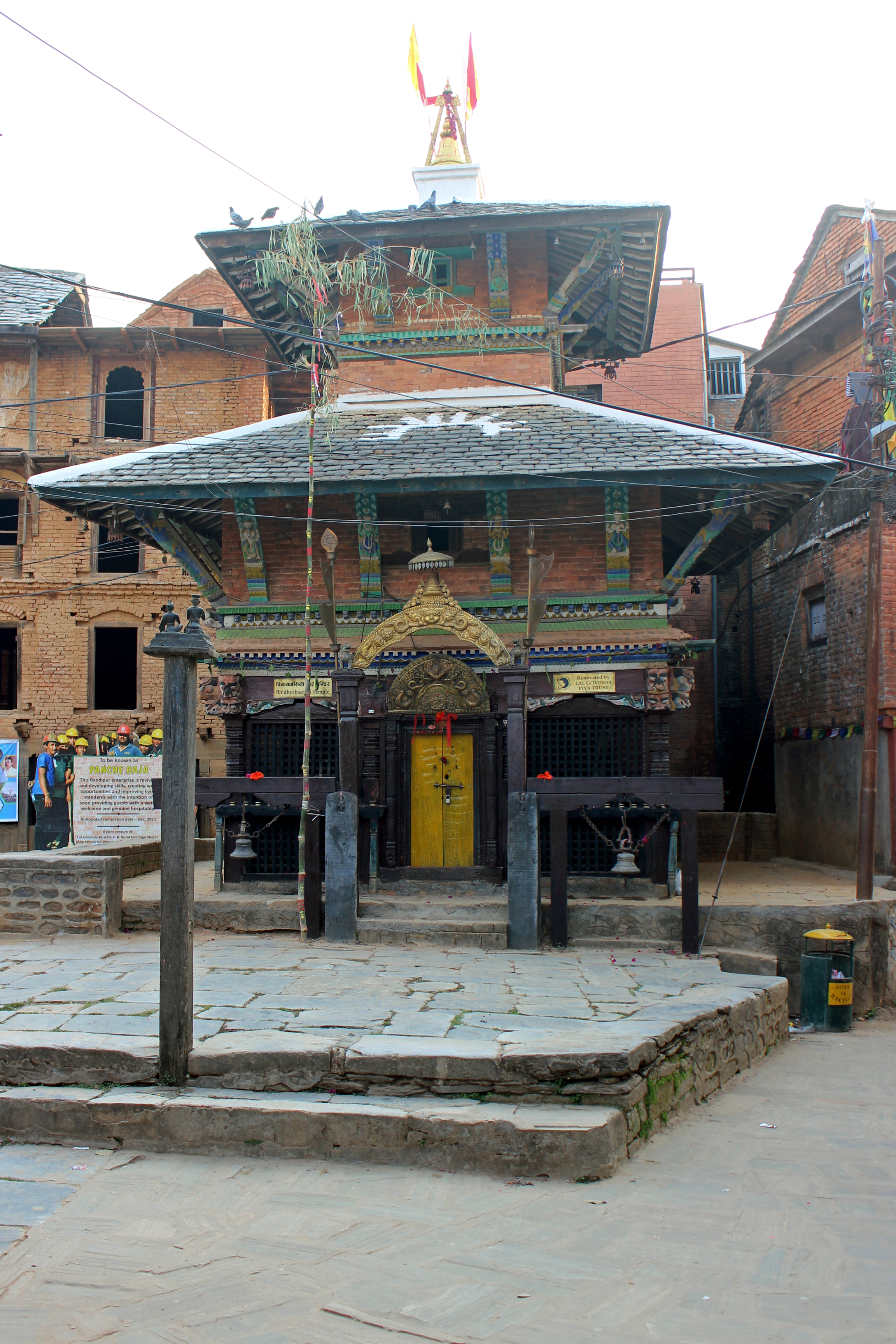
Bindhybashini-Tempel
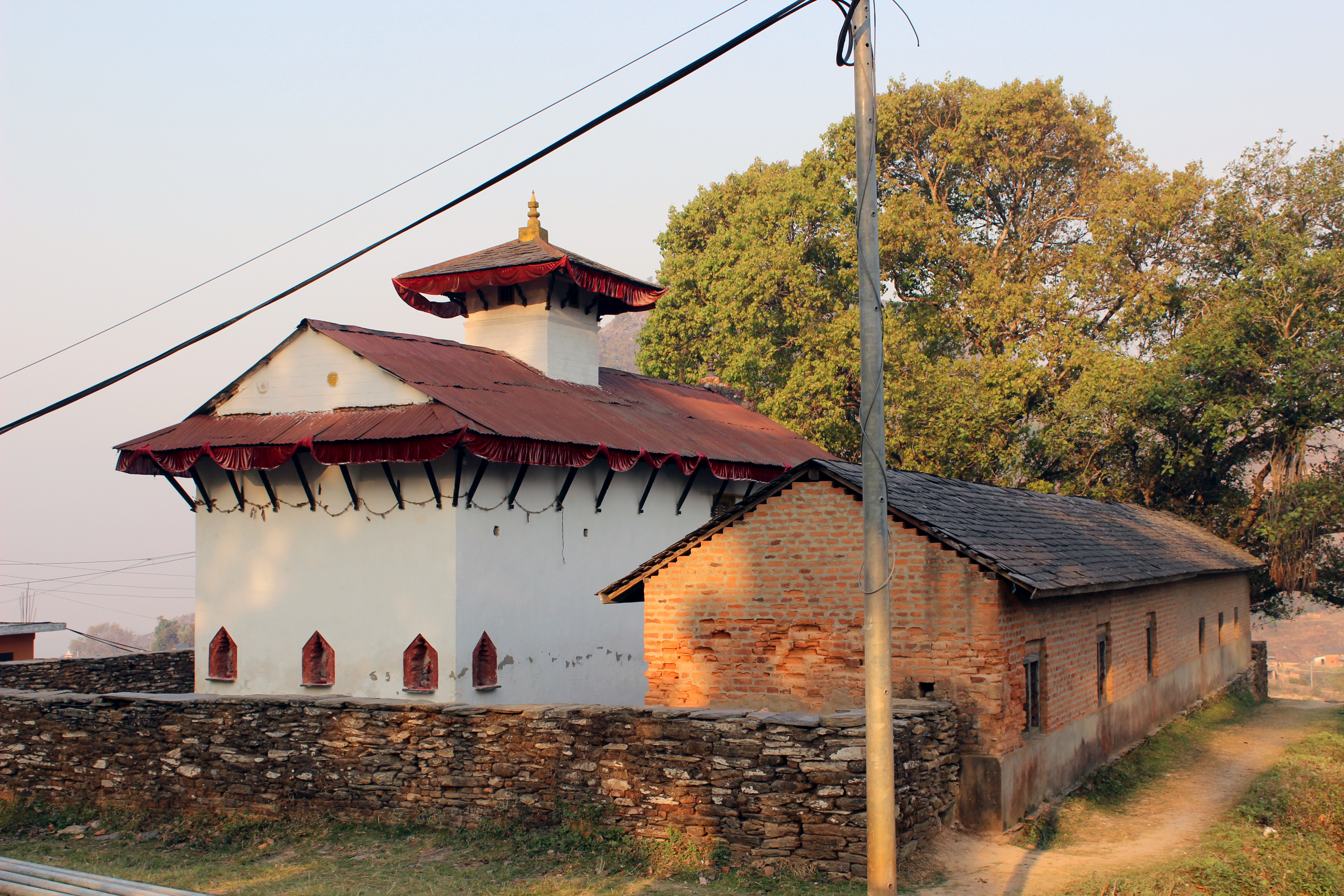
Khadga-Devi-Tempel
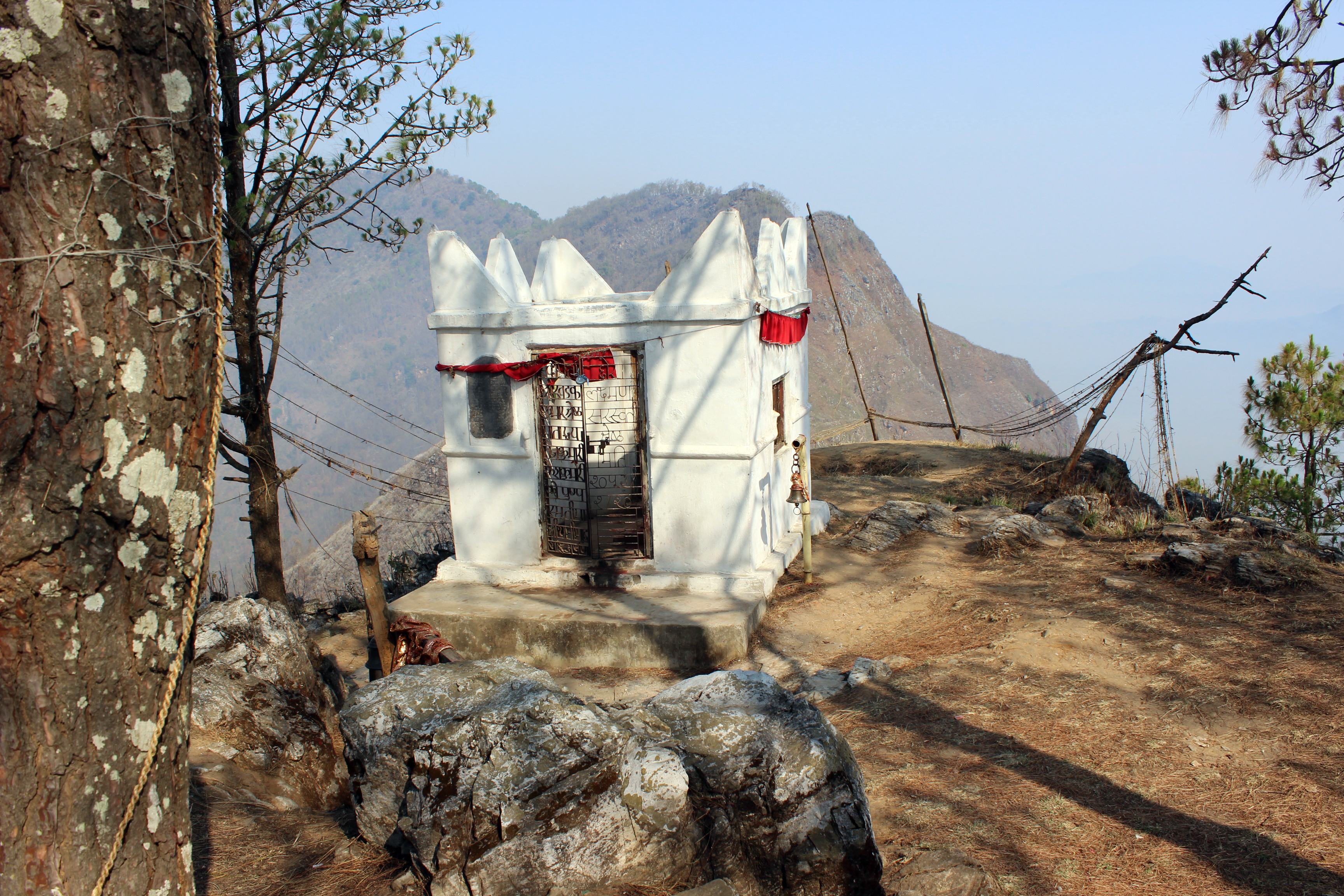
Thani-Mai-Tempel, auf dem Gurungche Hill
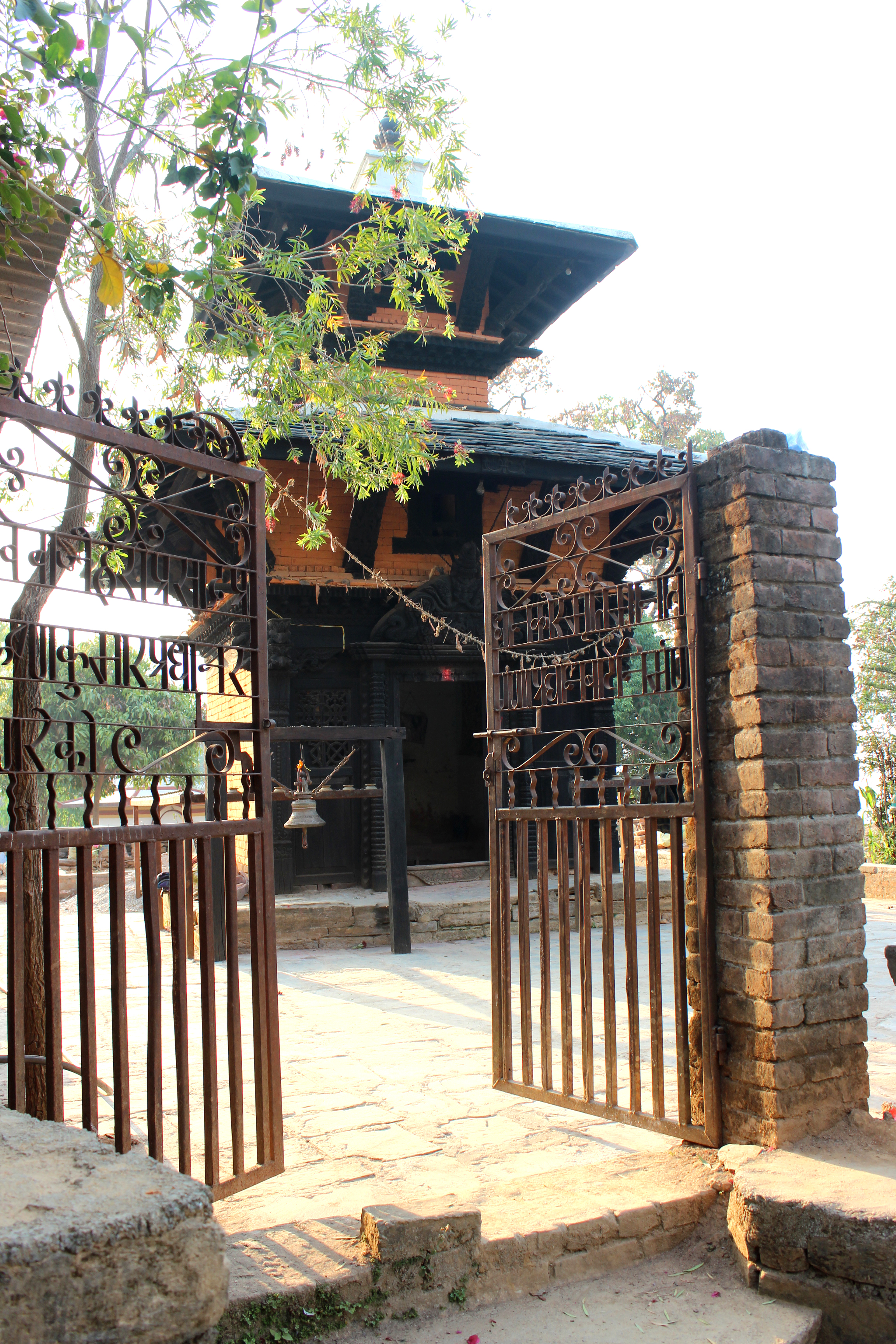
Mahalaxmi-Tempel
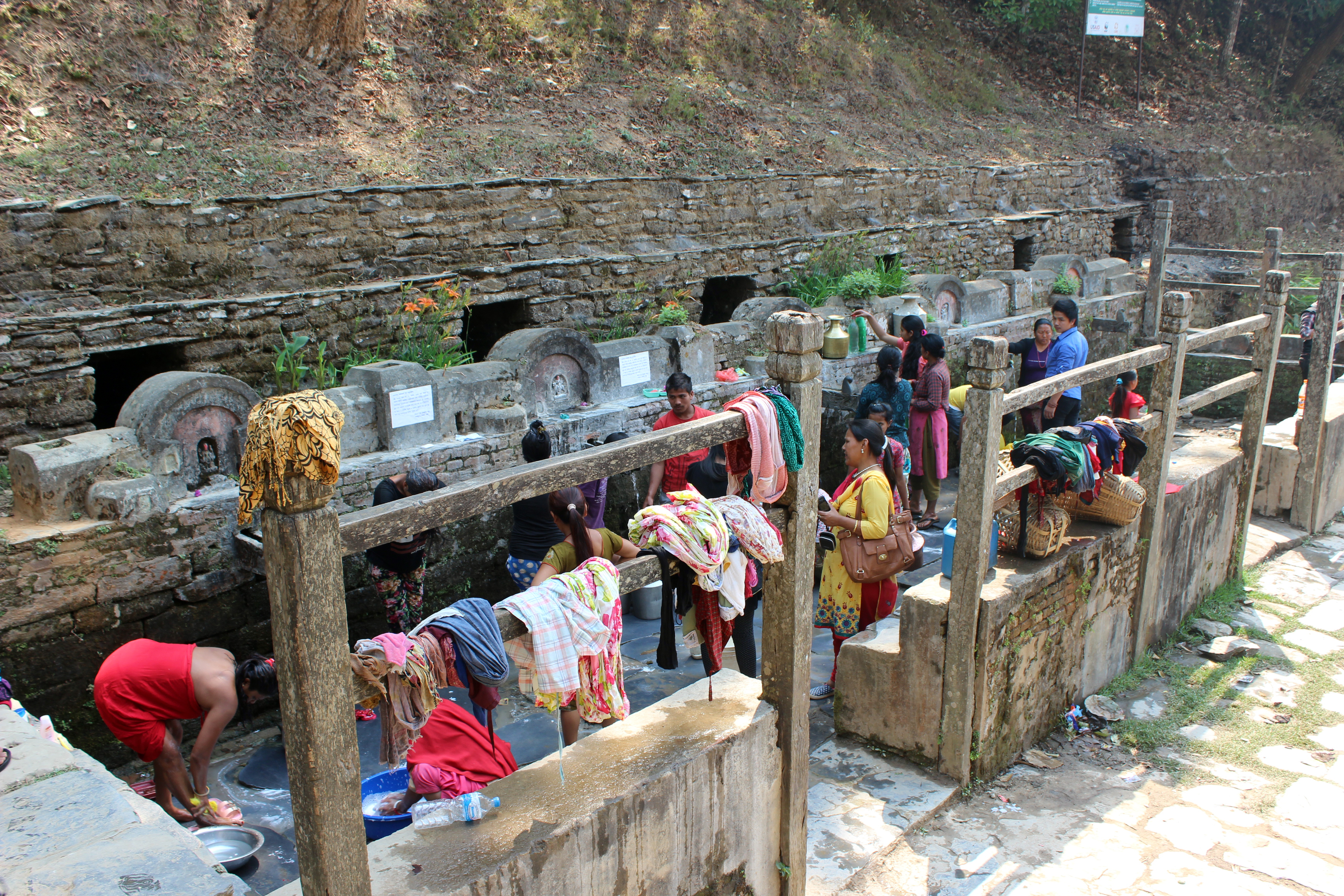
Tindhara, Wasserquelle und Waschplatz